# Clean Urban Transport for Europe

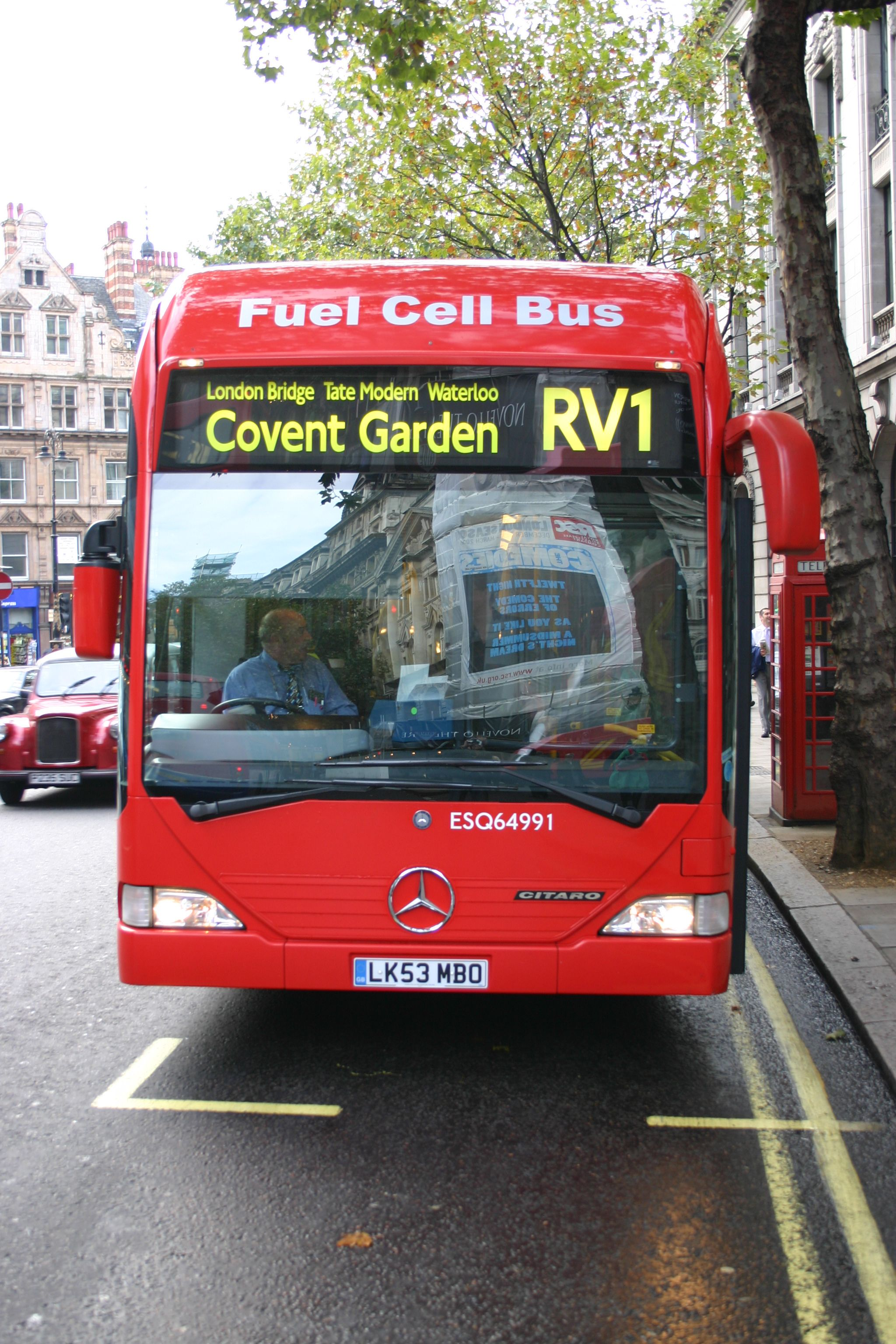
Mercedes Benz Citaro на водневих паливних елементах в Лондоні

Clean Urban Transport for Europe  (CUTE, HyFLEET:CUTE) – екологічно чистий міський транспорт для Європи. Програма Європейського союзу з випробування  автобусів на водневих паливних елементах. 
Програма CUTE стартувала 23 листопада 2001 року, закінчилась 22 травня 2006 року.  
Мета програми: випробування водневого транспорту, випробування заправних станцій, випробування технологій виробництва водню, випробування існуючої водневої інфраструктури, аналіз ризиків і переваг водневих технологій. 
Міста Амстердам, Барселона, Гамбург, Лондон, Мадрид, Люксембург, Порту, Стокгольм, Штутгарт та Рейк'явік отримати по три автобуса Mercedes-Benz Citaro з силовою установкою на водневих паливних елементах. Усього використовувалось 36 автобусів. З 2003 по 2006 роки автобуси проїхали понад 2 млн км та перевезли 6 млн пасажирів. Міста підбирались з різними кліматичними умовами. 
Після завершення фінансування проекту CUTE було прийняте рішення продовжити експлуатацію водневих автобусів. Для цього була прийнята програма HyFLEET:CUTE ("Hydrogen for CUTE" - Водень для CUTE). Кількість автобусів в Гамбурзі збільшилась до 9. 
На кінець 2007 року за програмою HyFLEET:CUTE експлуатувалось 47 автобусів в 10 містах. З них 33 автобуса на водневих паливних  елементах Mercedes-Benz Citaro і 14 автобусів MAN з двигунами внутрішнього згорання, що працюють на водні в Берліні.
В проекті беруть участь:
- Автомобілебудівні компанії:  Daimler, NEOMAN Bus
- Енергетичні компанії: Air Liquide, BP Gas Marketing, Norsk Hydro, Shell Hydrogen B.V., Repsol YPF, TOTAL Deutschland GmbH
- Транспортні компанії